# Mistrzostwa Polski w Skokach Narciarskich 2001
76. Mistrzostwa Polski w Skokach Narciarskich – zawody o mistrzostwo Polski w skokach narciarskich, które odbyły się w dniach 27-28 lutego 2001 roku na skoczni Skalite w Szczyrku i Malinka w Wiśle.
W konkursie indywidualnym na skoczni normalnej zwyciężył Łukasz Kruczek, srebrny medal zdobył Wojciech Skupień, a brązowy – Tomisław Tajner. Na dużym obiekcie najlepszy okazał się Skupień przed Robertem Mateją i Tomaszem Pochwałą.
Konkurs drużynowy na normalnej skoczni wygrał zespół TS Wisła Zakopane w składzie: Tomasz Pochwała, Robert Mateja i Krystian Długopolski.
Z powodu choroby, w zawodach nie uczestniczył ówczesny mistrz i wicemistrz świata Adam Małysz.

## Wyniki

### Konkurs indywidualny na normalnej skoczni (Szczyrk, 27.02.2001)
| Miejsce  | Zawodnik             | Klub                | Skok 1 | Skok 2 | Punkty |
| -------- | -------------------- | ------------------- | ------ | ------ | ------ |
| 1. (1.)  | Łukasz Kruczek       | LKS Klimczok Bystra | 88,5   | 90,5   | 245,5  |
| 2. (2.)  | Wojciech Skupień     | WKS Zakopane        | 83,5   | 88,0   | 233,5  |
| 3. (3.)  | Tomisław Tajner      | KS Wisła Wisła      | 84,5   | 85,0   | 227,5  |
| 4. (4.)  | Robert Mateja        | TS Wisła Zakopane   | 82,0   | 86,5   | 225,0  |
| 5. (5.)  | Krystian Długopolski | TS Wisła Zakopane   | 85,5   | 82,0   | 222,5  |
| 6. (7.)  | Tomasz Pochwała      | TS Wisła Zakopane   | 79,5   | 85,5   | 218,5  |
| 7. (9.)  | Daniel Bachleda      | WKS Zakopane        | 84,5   | 77,5   | 213,0  |
| 8. (10.) | Grzegorz Sobczyk     | WKS Zakopane        | 80,5   | 83,5   | 210,5  |

W konkursie wzięło udział 56 zawodników. W nawiasach podano miejsce zajęte w zawodach z uwzględnieniem zagranicznych zawodników.
Szóste miejsce w międzynarodowych zawodach zajął Czech Jan Mazoch, zaś ósme jego rodak Pavel Fízek.

### Konkurs drużynowy na normalnej skoczni (Szczyrk, 27.02.2001)
| Miejsce | Klub                 | Zawodnik              | Nota zespołu |
| ------- | -------------------- | --------------------- | ------------ |
| 1. (1.) | TS Wisła Zakopane I  | Tomasz Pochwała       | 695,0        |
| 1. (1.) | TS Wisła Zakopane I  | Robert Mateja         | 695,0        |
| 1. (1.) | TS Wisła Zakopane I  | Krystian Długopolski  | 695,0        |
| 2. (3.) | WKS Zakopane I       | Grzegorz Sobczyk      | 636,5        |
| 2. (3.) | WKS Zakopane I       | Daniel Bachleda       | 636,5        |
| 2. (3.) | WKS Zakopane I       | Wojciech Skupień      | 636,5        |
| 3. (4.) | WKS Zakopane II      | Marcin Bachleda       | 612,0        |
| 3. (4.) | WKS Zakopane II      | Rafał Kuchta          | 612,0        |
| 3. (4.) | WKS Zakopane II      | Paweł Kruczek         | 612,0        |
| 4. (5.) | KS Wisła Wisła       | Rafał Śliż            | 611,0        |
| 4. (5.) | KS Wisła Wisła       | Grzegorz Śliwka       | 611,0        |
| 4. (5.) | KS Wisła Wisła       | Tomisław Tajner       | 611,0        |
| 5. (6.) | LKS Klimczok Bystra  | Bartłomiej Nikiel     | 603,5        |
| 5. (6.) | LKS Klimczok Bystra  | Mariusz Maciaś        | 603,5        |
| 5. (6.) | LKS Klimczok Bystra  | Łukasz Kruczek        | 603,5        |
| 6. (7.) | TS Wisła Zakopane II | Andrzej Styrczula     | 553,5        |
| 6. (7.) | TS Wisła Zakopane II | Maciej Maciusiak      | 553,5        |
| 6. (7.) | TS Wisła Zakopane II | Kazimierz Bafia       | 553,5        |
| 7. (8.) | WKS Zakopane III     | Mariusz Chrapek       | 533,0        |
| 7. (8.) | WKS Zakopane III     | Mirosław Białobrzeski | 533,0        |
| 7. (8.) | WKS Zakopane III     | Wojciech Tajner       | 533,0        |
| 8. (9.) | TS Wisła Zakopane II | Adam Żółtek           | 477,5        |
| 8. (9.) | TS Wisła Zakopane II | Janusz Zygmuntowicz   | 477,5        |
| 8. (9.) | TS Wisła Zakopane II | Mateusz Rutkowski     | 477,5        |

W konkursie wzięło udział 16 zespołów. W nawiasach podano miejsce zajęte w zawodach z uwzględnieniem zagranicznych zespołów.
Drugie miejsce w międzynarodowych zawodach zajął czeski zespół TJ Frenstat nad Radhostem.

### Konkurs indywidualny na dużej skoczni (Wisła, 28.02.2001)
| Miejsce | Zawodnik         | Klub                | Skok 1 | Skok 2 | Punkty |
| ------- | ---------------- | ------------------- | ------ | ------ | ------ |
| 1. (1.) | Wojciech Skupień | WKS Zakopane        | 105,0  | 95,0   | 215,0  |
| 2. (2.) | Robert Mateja    | TS Wisła Zakopane   | 96,0   | 91,5   | 187,5  |
| 3. (3.) | Tomasz Pochwała  | TS Wisła Zakopane   | 96,5   | 88,5   | 183,0  |
| 4. (4.) | Mariusz Maciaś   | LKS Klimczok Bystra | 99,0   | 90,5   | 174,5  |
| 5. (6.) | Marcin Bachleda  | WKS Zakopane        | 90,5   | 87,5   | 167,4  |
| 6. (7.) | Tomisław Tajner  | KS Wisła Wisła      | 95,5   | 81,5   | 164,1  |
| 7. (8.) | Łukasz Kruczek   | LKS Klimczok Bystra | 72,5   | 104,5  | 161,6  |
| 8. (9.) | Grzegorz Śliwka  | KS Wisła Wisła      | 91,0   | 80,0   | 152,8  |

W konkursie wzięło udział 40 zawodników. W nawiasach podano miejsce zajęte w zawodach z uwzględnieniem zagranicznych zawodników.
Piąte miejsce w międzynarodowych zawodach zajął Czech Jan Mazoch.